# Catzos con tostado
Los catzos con tostado son un aperitivo tradicional de la zona norte de la serranía del Ecuador, cuya bases es un tipo de escarabajo. En las provincias de Pichincha y Carchi el consumo es familiar pero en la de Imbabura a más del consumo familiar es un producto que se comercia en los mercados y los lugares de comida tradicional.

## Descripción
Catzo es el nombre originario con el cual los pueblos originarios del norte del país conocen a los escarabajos, que en la zona son de cuatro tipos: el blanco, el café el verde y el negro. Los de consumo por su valor nutricional son el blanco y el café y se los encuentra los primeros días de los meses de lluvia.

## Preparación
Para preparar los catzos se requiere primero su recolección, en las comunidades campesinas e indígenas es una labor familiar que se realiza después de un día lluvioso a las cinco de la mañana antes de que salga el sol, tiempo en el que los escarabajos salen de la tierra a aparearse.
Una vez recolectados se procede a despojarles del caparazón, las alas y las patas, se los lava y deja reposar en harina blanca y sal por dos o tres días. Cuando los catzos han pasado por el proceso de limpieza se los fríe a fuego lento con la misma grasa que produce el insecto y se puede condimentar con cebolla blanca.
Se sirve caliente o frío acompañado con tostado de maíz previamente preparado.

## Valor Nutricional
Los Catzos tienen alto nivel de agua (47.94%), proteínas (27.11%) y los lípidos (24.94%). Son las hembras quienes son más apetecidas porque llevan una bolsa de huevos que mejora el sabor y la calidad nutricional.